# ANBV Guaiquerí (PC-21)
El ANBV Guaiquerí fue el primero de los cuatro buques patrulleros Oceánicos de Vigilancia (POV) de la Armada Bolivariana de Venezuela tipo Avante 2200 y el líder de su clase, construido en los astilleros de Navantia en la localidad española de San Fernando.

## Historial
Durante su construcción, a la embarcación se le conoció bajo el nombre de Guaicaipuro (F-31) y fue botado el 24 de junio de 2009 como Caribe (PC-21). Antes de sus pruebas de mar, fue renombrado Guaiquerí El 25 de junio de 2010, Navantia, dio por finalizadas las pruebas de mar efectuadas en la bahía de Cádiz a los buques ANBV Guaiquerí (PC-21), ANBV Yavire (GC-22) y ANBV Naiguatá (GC-23), siendo entregado a la Armada Venezolana el 14 de abril de 2011.

## Características y funciones
El casco y su superestructura están construidos en acero.
Las funciones proyectadas para estas naves son (según la página oficial de la Misión Naval Venezolana en España) las siguientes: 
1. Vigilancia y protección de la Zona Económica Exclusiva.
2. Protección del Tráfico Marítimo.
3. Defensa de intereses estratégicos.
4. Operaciones de búsqueda y salvamento.
5. Auxilio a otras unidades y humanitarias.
6. Persecución del contrabando, tráfico de drogas e inmigración ilegal.
7. Vigilancia y obtención de información de inteligencia operativa o medioambiental.

## Buques de la clase
- ANBV Guaiquerí (PC-21)
- ANBV Warao (PC-22)
- ANBV Yecuana (PC-23)
- ANBV Kariña (PC-24)